# Вайсс, Райнер
Райнер Вайсс (англ. Rainer Weiss; род. 29 сентября 1932, Берлин, Веймарская республика) — американский физик, специалист в области лазеров и лазерной интерферометрии. Один из основателей научной коллаборации LIGO, специализирующейся в области регистрации гравитационных волн. В настоящее время эмерит-профессор Массачусетского технологического института. Лауреат Нобелевской премии по физике за 2017 год.

## Биография
Родился в Берлине в 1932 году, и в том же году после ареста отца его семья переселилась в Прагу. Отец придерживался коммунистических взглядов; в силу его еврейского происхождения в 1938 году семья была вынуждена снова бежать накануне оккупации нацистами Чехословакии, на этот раз в США (куда они прибыли в январе 1939 года).
В Нью-Йорке его отец Фредерик Вайс (англ. Frederick A. Weiss), врач-невролог по профессии, стал психоаналитиком в группе Карен Хорни, открыл частную практику и опубликовал ряд трудов в этой области. Мать, Гертруда Лоснер (англ. Gertrude Loesner), до эмиграции была начинающей актрисой, а в Нью-Йорке работала продавщицей в универмаге.
Вайс провёл юность на Верхнем Вест-Сайде, где учился сначала в государственной школе, затем в престижной частной школе Columbia Grammar School, после окончания которой в 1950 году поступил в Массачусетский технологический институт. Специализировался в инженерии, на втором курсе перешёл на физическое отделение. В 1953 году бросил учёбу, но вскоре вернулся в Массачусетский технологический институт техником в лаборатории Джерольда Закариаса (занимался разработкой атомных часов) и через почти два года вновь стал студентом, совмещая учёбу с работой в лаборатории. В 1955 году получил степень бакалавра, в 1962 году — степень доктора философии по физике в Университете Тафтса. В 1962—1964 годах — в постдокторантуре в лаборатории Роберта Дикке в Принстонском университете. C 1964 года работал в Массачусетском технологическом институте, где стал профессором в 1973 году.
В 1970-х годах Вайс был одним из пионеров в области измерения спектра космического микроволнового фонового излучения, позже был консультантом научной группы спутника COBE.

## Семья
- Сестра — драматург Сибилла Пирсон[англ.] (род. 1937, Прага)[7].
- Жена (с 1957 года) — Ребекка Вайсс (урождённая Янг), физиолог растений, впоследствии библиотекарь[8].
  - Дочь — Сара Вайсс (род. 1962), этномузыковед, доктор философии по музыке, профессор Йельского университета[9].
  - Сын — Бенджамин Вайсс (род. 1967), историк искусств, куратор и заведующий отделом рисунков и фотографий Музея изящных искусств в Бостоне[10].
- Тётя (сестра отца) — Хильда Вайс[англ.] (1900—1981), социолог Франкфуртской школы.

## Награды и признание
- 1998 — Мемориальная лекция Манне Сигбана
- 2000 — Стипендия Гуггенхайма[11]
- 2007 — Премия Эйнштейна (APS), «За фундаментальный вклад в разработку гравитационных волновых детекторов на основе оптической интерферометрии, приведших к успешной работе лазерно-интерферометрической гравитационно-волновой обсерватории»
- май 2016 — Премия по фундаментальной физике (вместе с Кипом Торном и Рональдом Древером), «За открытие гравитационных волн, открывающих новые горизонты в астрономии и физике»[12]
- 2016 — Премия Грубера[13]
- 2016 — Премия Шао по астрономии, «За идею и разработку Лазерной интерферометрической гравитационно-волновой обсерватории (LIGO), чья прямая регистрация гравитационных волн открывает новые горизонты в астрономии, и первым значимым открытием стало слияние двух чёрных дыр звёздной массы»[14]
- 2016 — Премия Харви
- 2016 — Премия Кавли, «За прямую регистрацию гравитационных волн»[15]
- 2017 — Премия Уиллиса Лэмба
- 2017 — Премия принцессы Астурийской
- 2017 — Нобелевская премия по физике за экспериментальную регистрацию гравитационных волн[16]
- 2019 — Серебряная медаль председателя Сената Чехии (Чехия)[17]

Членство в Академиях:
- 1998 — Член Американской академии искусств и наук[18]
- 2000 — Член Национальной академии наук США[19]